# Theodor von Lerch
Theodor šlechtic von Lerch (31. srpna 1869 – 24. prosince 1945) byl generálmajor v rakousko-uherské armádě a průkopnický instruktor alpského lyžování v Japonsku. Uměl nejméně sedmi jazyky: německy, česky, maďarsky a italsky (používané v Rakousko-Uhersku), francouzsky, anglicky a rusky. V průběhu své kariéry cestoval po Evropě a do Turecka, Japonska, Koreje, Číny a Indie. Rád maloval a čtyři desítky akvarelů rakouských hor a měst, které namaloval, jsou uloženy v Džóecu v Japonsku.

## Vojenská kariéra

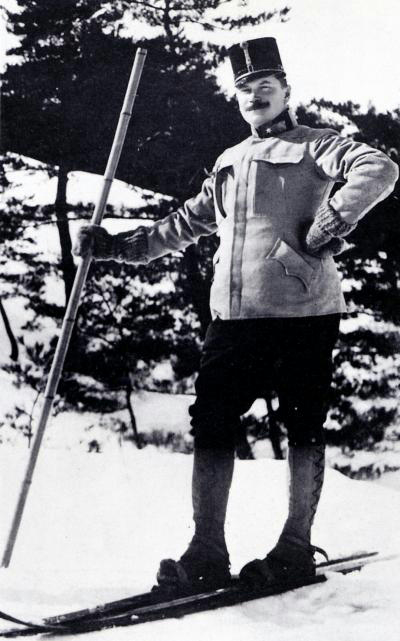
Theodor von Lerch na lyžích v Japonsku

Von Lerch vystudoval Tereziánskou vojenskou akademii a v roce 1891 sloužil u rakousko-uherské pěchoty v Praze a Kotoru. V roce 1895 absolvoval důstojnický kurz generálního štábu na válečné akademii a byl přidělen jako štábní důstojník pěchoty, dislokovaný postupně v Černovicích, Lvově, Marosvászárhelyích, Innsbrucku a ve Vídni. Od roku 1902 navštěvoval lyžařské kurzy u Mathiase Zdarského. V únoru 1908 sloužil major Lerch jako lyžařský instruktor na rakouských vojenských lyžařských kurzech v pohoří Böckstein v Tyrolsku. Na světové výstavě umění v Drážďanech v roce 1908 navštívil japonský pavilon, což vyvolalo jeho zájem o Japonsko a později dvouletou návštěvu této země. Když se podplukovník Lerch vrátil ze svého úkolu na Dálném východě, převzal velitelské role u tyrolských císařských myslivců z Mezzolombarda. Když začala první světová válka, byl velitelem 17. sboru nasazeném v Haliči a Isonzu, poté horské brigády a pěší brigády v Albánii. V roce 1918 byl povýšen na generálmajora a přidělen do funkcí v Karpatech, Brest-Litovsku, Isonzu a Flandrech. Zranění jej donutila odejít do důchodu v roce 1919.

## V Japonsku

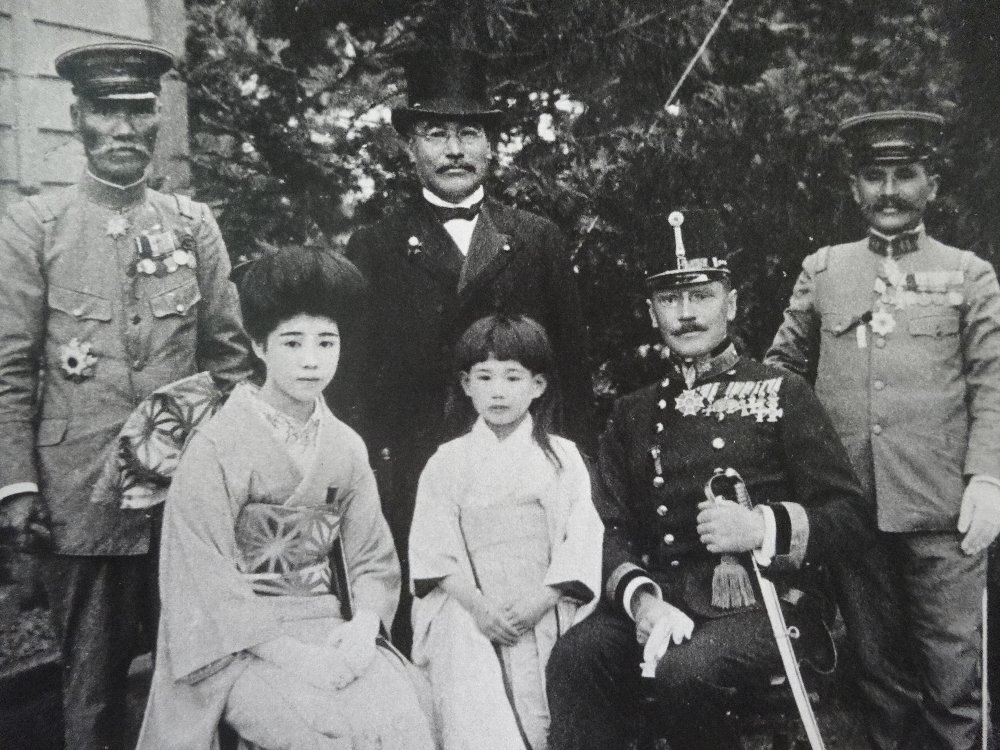
Major Lerch a vysocí důstojníci 13. divize Takata

Major Lerch byl v letech 1910–1912 přidělen na Dálný východ jako pozorovatel vojenského výcviku, navštěvující místa rusko-japonské války. 26. září 1910 Lerch v rámci výměny důstojníků odcestoval k 13. divizi japonské císařské armády a byl přidělen k 58. pěšímu pluku v Takadě. Gaishi Nagaoka ho pozval, aby představil sport na sněhu do Japonska. 12. ledna 1911 začal Lerch vést lyžařské kurzy na hoře Kanaja. Lerchova první japonská výcviková skupina se skládala z důstojníků pluku, včetně velitele pluku. Lyžařský výcvik byl poskytován i civilním osobám. Lerch učil „Lilienfelderovu“ metodu Zdarského, která používala jedinou bambusovou tyč jako kormidlo i jako brzdu. V roce 1911 provedl s Egonem von Kratzerem první lyžařský výstup (částečný) na horu Fudži. V roce 1912 byl nyní podplukovník Lerch přidělen k 7. dělostřeleckému pluku na Hokkaidó a poskytoval lyžařské lekce a lyžoval na hoře Jotei.
Poté cestoval z Japonska do Soulu, Mukdenu a Port Arthuru a poté do Čínské republiky: Mandžuska, Pekingu, Šanghaje a poté do britského Hongkongu. Na závěr svého asijského turné Lerch odcestoval do Britské Indie, aby tam v listopadu 1912 sledoval vojenské manévry.

## Vyznamenání a odkaz
Japonsko mu udělilo Řád vycházejícího slunce 4. třídy. Socha z roku 1961 a muzeum z roku 1992, které vyprávějí jeho příběh, se nacházejí ve městě Džóecu, kde se každý únor koná Lerchův Festival. Jeho karikatura byla v roce 2009 použita jako maskot pro prefekturu Niigata v Japonsku. Lerch má také sochu v Kutčanu na ostrově Hokkaidó, pomník na letišti Asahikawa.